# Eopterosauria
De Eopterosauria zijn een groep pterosauriërs.
In 2014 definieerden Brian Andres, James Michael Clark en Xu Xing een klade Eopterosauria: de groep bestaande uit de laatste gemeenschappelijke voorouder van Preondactylus buffarinii Wild 1984 en Eudimorphodon ranzii Zambelli 1973; en al zijn afstammelingen. De naam verbindt Pterosauria met het Oudgriekse ἠώς, èoos, "dageraad" als verwijzing naar de hoge ouderdom: de groep bestaat volgens een analyse van Andres uit de eerste aftakking binnen de pterosauriërs.
Zowel Preondactylus als Eudimorphodon zijn zeer basale soorten; mocht Preondactylus anders dan Andres vond de meest basale bekende vorm zijn en Eudimorphodon hoger in de stamboom liggen, dan valt Eopterosauria materieel samen met Pterosauria sensu Unwin.